# St Andrew’s Parish Church (Golspie)

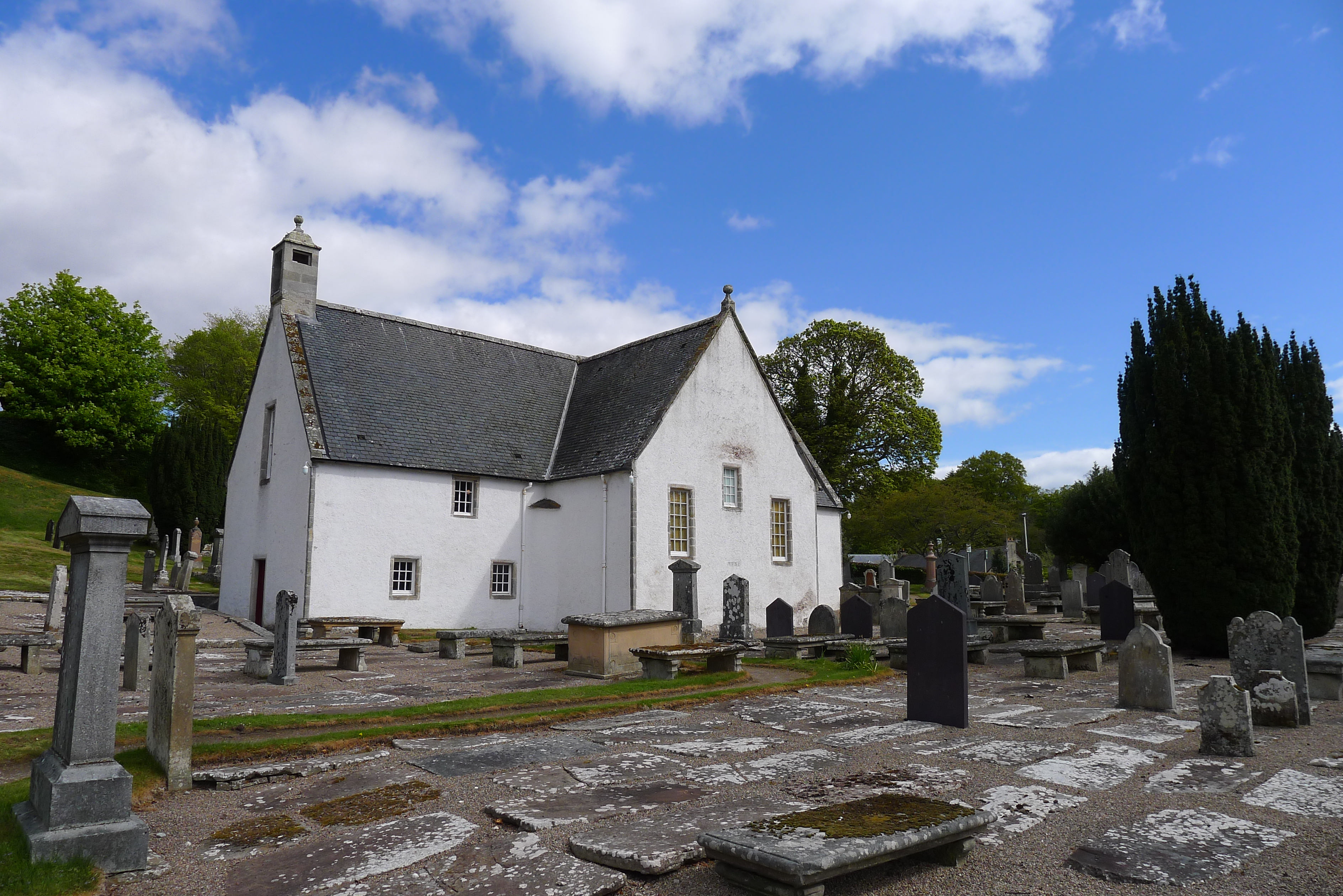
St Andrew’s Parish Church

Die St Andrew’s Parish Church ist eine Pfarrkirche der presbyterianischen Church of Scotland in der schottischen Ortschaft Golspie in der Council Area Highland. 1971 wurde das Bauwerk in die schottischen Denkmallisten in der höchsten Denkmalkategorie A aufgenommen.

## Geschichte
Seit dem 14. Jahrhundert ist eine Andreaskapelle in Golspie belegt. Möglicherweise entstand sie bereits im 13. Jahrhundert für die Familie des Earls of Sutherland. Im Jahre 1619 wurde sie zur Pfarrkirche erhoben und ersetzte dabei eine zwei Kilometer westlich gelegene Kirche, die als baufällig eingestuft worden war. Nachdem ein Kirchenvertreter die St Andrew’s Parish Church bei einem Besuch im Jahre 1736 ebenfalls als baufällig einstufte, wurde ihr Mauerwerk weitgehend abgetragen und das Gebäude bis 1739 auf den alten Fundamenten neu errichtet. Hierbei erhielt sie zunächst einen T-förmigen Grundriss. Die Baukosten betrugen rund 170 £. Bereits 1751 gab es Bedenken bezüglich der Stabilität der südlichen Wand. Zur Stabilisierung wurde sie teilweise abgetragen und das südliche Querschiff errichtet. 1774 wurde ein Geläut ergänzt. Im Zuge der Verlegung der A9 wurden verschiedene Gräber auf dem Friedhof versetzt.

## Beschreibung
Die St Andrew’s Parish Church steht am Ostrand von Golspie abseits der A9. Die Kreuzkirche ist schlicht im georgianischen Stil ausgestaltet und wurde in der schottische Ausgabe des Pevsner Architectural Guides als „Inbegriff einer georgianischen Pfarrkirche“ beschrieben. Die Fassaden der Kreuzkirche sind mit Harl verputzt, wobei Natursteineinfassungen abgesetzt sind. Das Eingangsportal tritt im südostexponierten Gebäudeinnenwinkel hervor. Eine weitere Türe an der Nordseite ist über eine Vortreppe zugänglich. Entlang der Fassaden sind Sprossenfenster verschiedener Größen eingelassen. Die steil geneigten Satteldächer sind mit Schiefer eingedeckt und ihre Firste mit Steinkappen bedeckt. Auf dem Westgiebel sitzt ein kleiner Dachreiter mit offenem Geläut.